# Al-'Assal
Al-'Assal (arabisch العسال) ist eine koptische Familie, die viele Gelehrte und Wissenschaftler während der Ayyubiden-Dynastie im frühen 13. Jahrhundert in Kairo hervorgebracht hat.

## Familienumfang
Die Familienumfasst folgende gelehrte Mitglieder:
- Abu'l-Fadl ibn Abi Ishaq Ibrahim ibn Abi Sahl Girgis ibn Abi al-Yusr Yuhanna ibn al-‘Assal,

seine zwei Söhne:
- al-Safi Abu’l-Fada-‘il ibn al-‘Assal und
- As’ad Abu’l Farag Hibat-Allah ibn al-‘Assal

sowie seine zwei Stiefbrüder:
- al-Mu’taman Abu Ishaq Ibrahim ibn al-‘Assal und
- Amgad Abu’l-Magd ibn al-‘Assal.

Die vier lieferten bedeutende Beiträge zur Theologie und Bibelstudien, bereiteten die Koptisch-Arabische Grammatik und Wörterbücher vor und schrieben viele homiletische Schriften (Schriften zur praktischen Theologie).